# Zawierz (Białoruś)

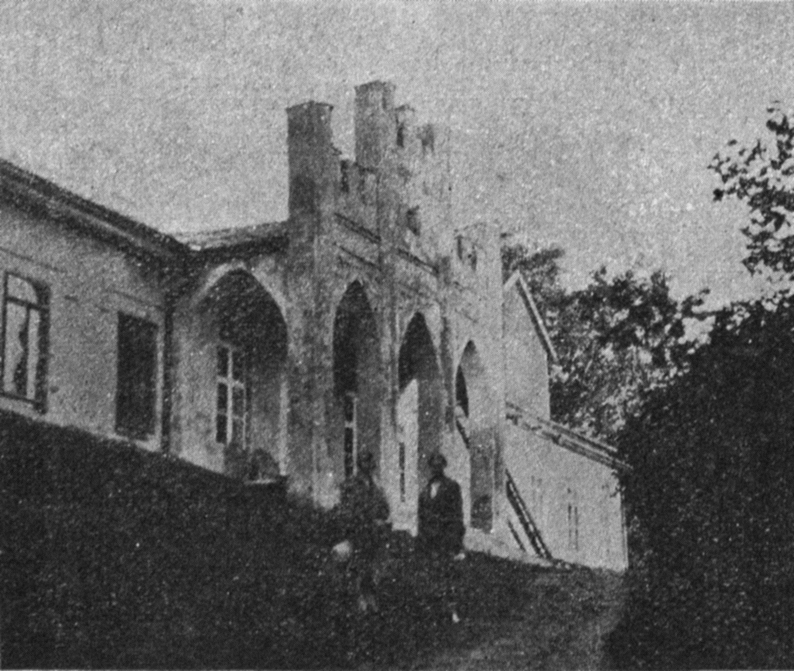
Pałac w Zawierzu, 1930

Zawierz (biał. Завер’е, Zawierje; ros. Заверье, Zawierje) – wieś na Białorusi, w obwodzie witebskim, w rejonie brasławskim, w sielsowiecie Słobódka.

## Historia
W XV wieku dobra te należały do włości drujskiej. Po ich wydzieleniu w 1521 roku zostały nadane rodzinie Stetkiewiczów herbu Kościesza za utratę dóbr na ziemi smoleńskiej. Mieszkający tu Bohdan Stetkiewicz (stolnik królewski) (~1530–1586) był nazywany Zawierski od tej miejscowości. Jego prawnuk Krzysztof Stetkiewicz sprzedał Zawierz w 1637 roku Sebastianowi Światopełk-Mirskiemu herbu Białynia, sędziemu ziemskiemu brasławskiemu. Od tej pory Zawierz stał się siedzibą tej rodziny przez ponad dwa wieki. Właścicielami majątku byli m.in. Cyprian Mirski (1756–1805), jego najmłodszy syn Stanisław Wojciech Mirski, syn Stanisława Napoleon Adam (1804–1861) (wszyscy trzej urodzili się i zmarli w Zawierzu). Napoleon Adam nie pozostawił potomstwa i po jego śmierci majątek przeszedł na jego siostrzeńców. Adam Chrapowicki (syn Eweliny, siostry Napoleona) spłacił pozostałych spadkobierców i stał się jedynym właścicielem dóbr. Po powstaniu styczniowym w związku z grożącą mu konfiskatą majątku, sprzedał go swojemu kuzynowi Adamowi Michałowi Platerowi, który z kolei w 1880 roku sprzedał Zawierz baronowi Roenne. Od niego zaś dobra o powierzchni 7046 dziesięcin za 84 tysiące rubli kupił baron Teodor Hahn (1821–1896), po którym odziedziczył je jego syn Edmund (1859–1921), a po nim – jego syn Joachim (1891–1982), który był ostatnim właścicielem majątku do 1939 roku.
Po III rozbiorze Polski w 1795 roku Zawierz, wcześniej należący do województwa brasławskiego Rzeczypospolitej (a przed 1793 rokiem – do województwa wileńskiego), znalazł się na terenie powiatu brasławskiego (ujezdu) guberni wileńskiej Imperium Rosyjskiego, a od 1843 roku – powiatu nowoaleksandrowskiego guberni kowieńskiej. Po ustabilizowaniu się granicy polsko-radzieckiej w 1921 roku Zawierz wrócił do Polski, znalazł się w gminie Słobódka w powiecie brasławskim województwa wileńskiego.  
Według Powszechnego Spisu Ludności z 1921 roku zamieszkiwały tu 183 osoby, 179 było wyznania rzymskokatolickiego, a 4 ewangelickiego. Jednocześnie 179 mieszkańców zadeklarowało polską przynależność narodową, 3 niemiecką, a 1 inną. Było tu 10 budynków mieszkalnych. W 1931 w 9 domach zamieszkiwało 117 osób.
Wierni należeli  do parafii rzymskokatolickiej w Słobódce. Miejscowość podlegała pod Sąd Grodzki w Brasławiu i Okręgowy w Wilnie; właściwy urząd pocztowy mieścił się w Słobódce.
Od 1945 roku – w ZSRR, od 1991 roku – na terenie Republiki Białorusi. 
W 1806 roku Stanisław Mirski ze swą żoną Stanisławą ufundowali we wsi murowaną, dwukondygnacyjną kaplicę grobową pw. NMP, wewnątrz w stylu jeszcze barokowym.
W 2009 roku w Zawierzu było 251 mieszkańców.

## Dawny pałac
Rozebrany po II wojnie światowej pałac miał dwie elewacje: klasycystyczną (od strony pierwotnego podjazdu) i neogotycką (ogrodową). Został wzniesiony prawdopodobnie w latach 20. XIX wieku przez rozbudowę wcześniejszego dworu z drugiej połowy XVIII wieku. Składał się z trzech członów: głównego korpusu oraz bocznych skrzydeł. Parterowy korpus główny miał wymiary 40 x 15 m, był przykryty gładkim, czterospadowym dachem gontowym. Skrzydła boczne były czteroosiowe. Elewacja neogotycka została ukształtowana dopiero około 1840 roku przez Napoleona Adama. Wtedy dodano, na miejscu dawnego tarasu ogrodowego, na trzech środkowych osiach portyk arkadowy. Od tego momentu ta strona była stroną frontową. Ponieważ pałac stał nad wysoką skarpą, do wejścia prowadziło 15 schodów i dopiero niżej był podjazd.
Przed 1914 rozbudowano strychy, przebudowując je na pokoje i dodając nadbudówki okienne w dachu.
W czasie I wojny światowej pałac został obrabowany i zdemolowany, powyrywano również ramy okienne i drzwi. Spłonęła wtedy również południowa oficyna. 
Pałac był otoczony dużym parkiem. Do wejścia prowadziła wzdłuż jego osi aleja wysadzana lombardzkimi topolami białymi. Po obu stronach alei były stawy, na jednym z nich była wysepka, na której stała figura anioła, przywieziona ponoć z Włoch, poświęcona pamięci Ludwiki z Godlewskich Mirskiej (~1830–1859), żony Napoleona Adama. Po obu stronach pałacu, w odległości około 50 metrów stały dwie oficyny. Na miejscu starego gazonu (od strony wschodniej, klasycystycznej) rósł sad owocowy. Obok, za laskiem sosnowym, był stary spichlerz. Właściwy park, o powierzchni około 5 h, był od strony południowej, wiek niektórych rosnących w nim dębów oceniano na 300–500 lat, a jałowców – na 300–400 lat. W bardzo obszernej oranżerii hodowano winogrona, kaktusy i figi.
Cały folwark z dworem miał powierzchnię 22 ha.
Majątek Zawierz został opisany w 4. tomie Dziejów rezydencji na dawnych kresach Rzeczypospolitej Romana Aftanazego.